# Getaway (Kraantje Pappie)
Getaway is een lied van de Nederlandse rapper Kraantje Pappie. Het werd in 2019 als single uitgebracht.

## Achtergrond
Getaway is geschreven door Alex van der Zouwen, Roelof Robert Vredeveld, Léon Paul Palmen, Nik Roos en Martijn van Sonderen en geproduceerd door Palm Trees en Nightwatch. Het is een lied uit het genre nederhop. In het lied rapt de artiest over het weggaan met een geliefde en niet weten waarheen. Hij is in ieder geval met haar. 

## Hitnoteringen
De rapper had weinig succes met het lied. Er was geen notering in de Single Top 100 en ook de Top 40 werd niet bereikt. Bij laatstgenoemde was er wel de twintigste plaats in de Tipparade. 